# Балатон (город, Миннесота)
Балатон (англ. Balaton) — город в округе Лайон, штат Миннесота, США. На площади 3,9 км² (3,5 км² — суша, 0,3 км² — вода), согласно переписи 2002 года, проживают 637 человек. Плотность населения составляет 181 чел./км².
- Телефонный код города — 507
- Почтовый индекс — 56115
- FIPS-код города — 27-03250[1]
- GNIS-идентификатор — 0639591[2]